# Euagrus chisoseus
Euagrus chisoseus är en spindelart som beskrevs av Willis J. Gertsch 1939. Euagrus chisoseus ingår i släktet Euagrus och familjen Dipluridae. Inga underarter finns listade i Catalogue of Life.